# Rusko församling
Rusko församling (finska: Ruskon seurakunta) är en evangelisk-luthersk församling i Rusko i Finland. Församlingen hör till Åbo ärkestift och Nousis prosteri. Kyrkoherde i församlingen är Pasi Salminen. I slutet av 2021 hade Rusko församling cirka 4 850 medlemmar. Församlingens verksamhet sker i huvudsakligen på finska.
Rusko församlings huvudkyrka är den medeltida Rusko kyrka. År 2009 blev Vahto församling kapellförsamling till Rusko församling när Rusko och Vahto kommuner gick samman.

## Historia
Rusko församling omnämns första gången i skriftliga källor år 1337. På 1500-talet blev församlingen en del av Reso församling och senare år 1577 Masko församling som annex. Rusko församling blev självständig igen år 1907.